# المسيحية في القرم

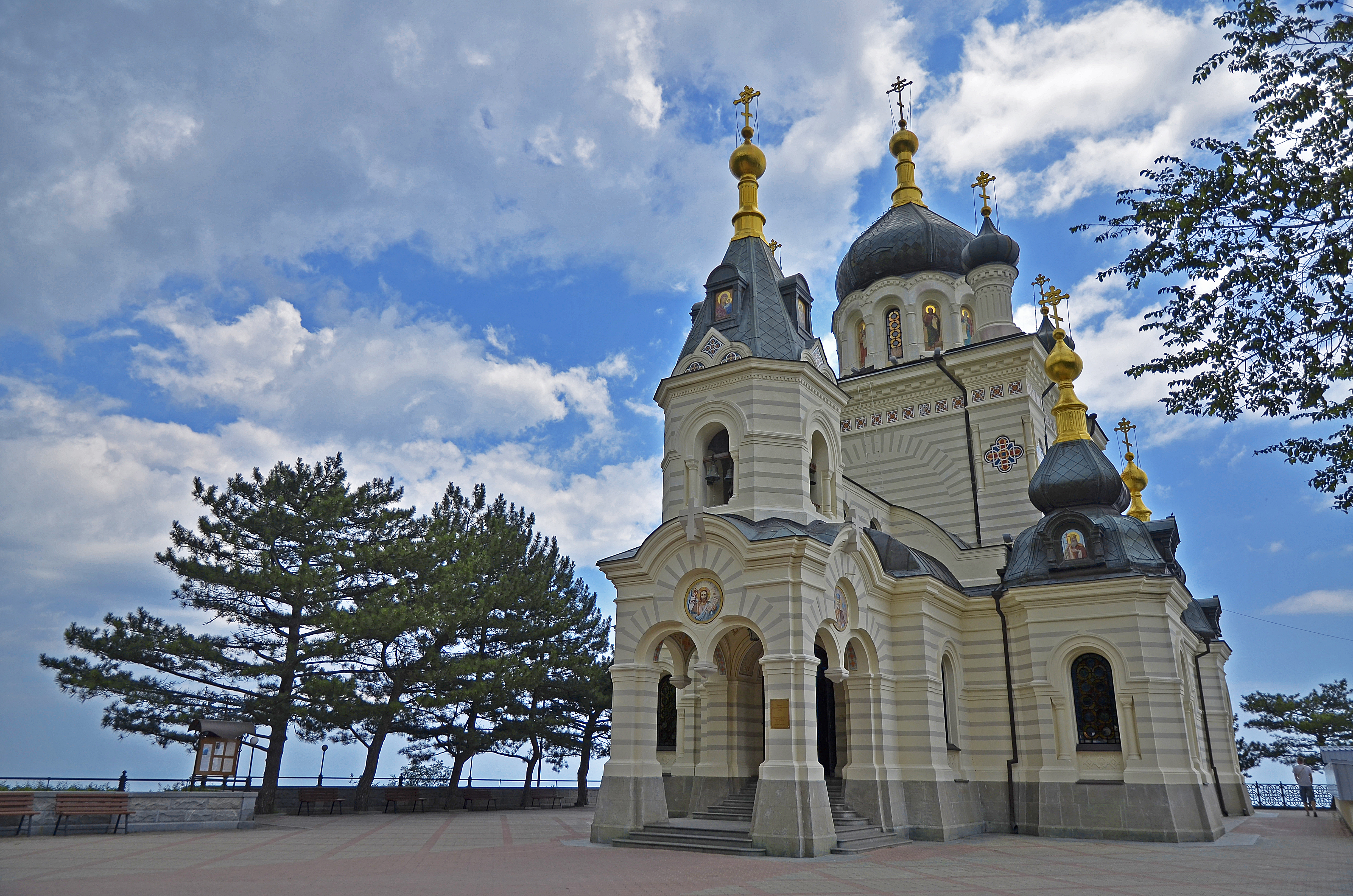
كنيسة قيامة المسيح في مدينة يالطا.

المسيحية هي الديانة السائدة في شبه جزيرة القرم، الأرثوذكسية الشرقية هي المذهب المسيحي الأكثر انتشارًا، وبحسب استقصاء في عام 2013 يشكل أتباع الكنيسة الأرثوذكسية الشرقية حوالي 58% من مجمل السكان، يليهم المسلمين (15%) والمؤمنين بالله من دون إتباع أي ديانة (10%). بحسب التقاليد الروسيّة الأرثوذكسية تعتبر شبه جزيرة القرم  مهد المسيحيّة الروسيّة.

## تاريخ

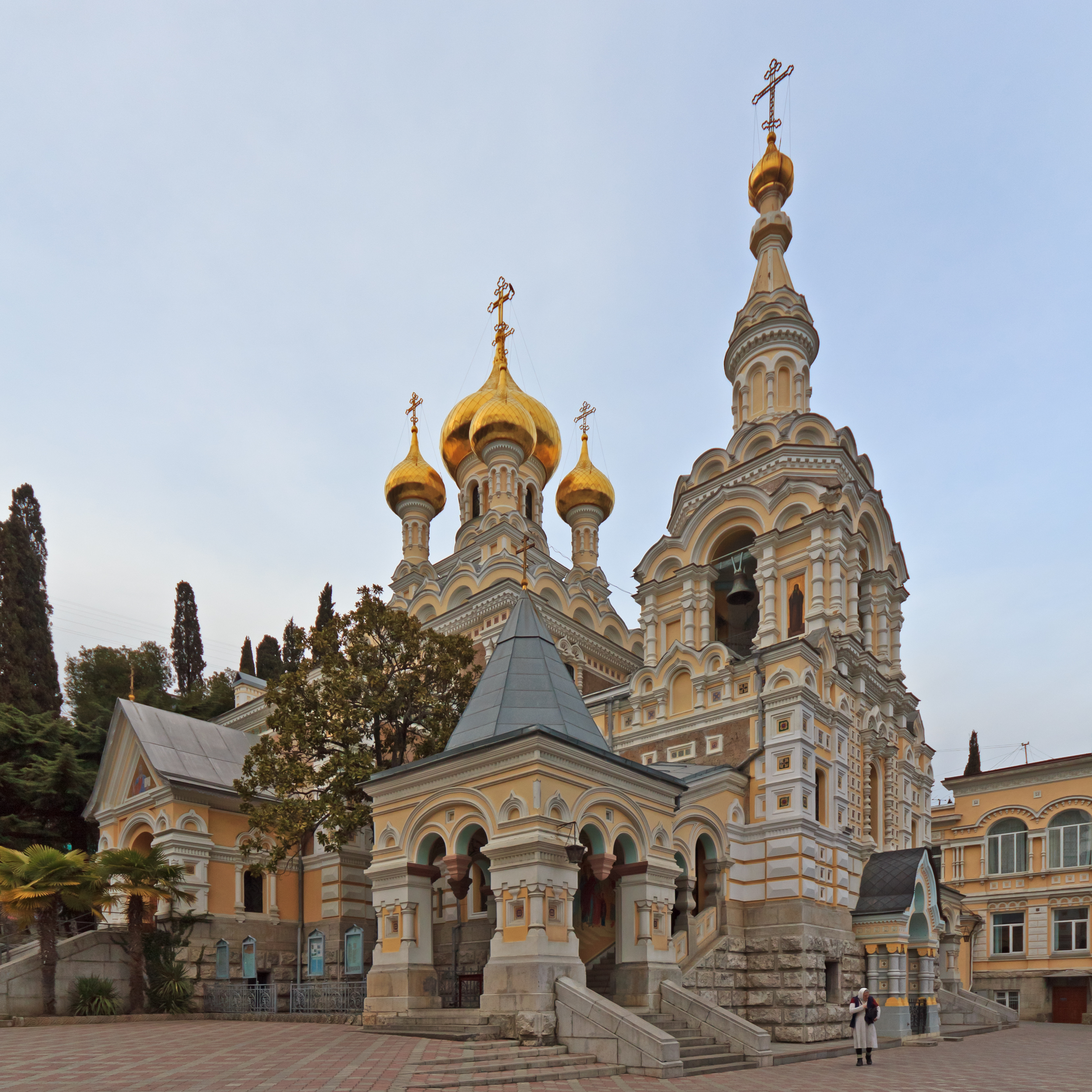
كنيسة ألكسندر نفسكي في مدينة يالطا.

يعود تنصير شبه جزيرة القرم إلى وقت مبكر من القرن الرابع، عبر الجماعات القوطيَّة المسيحيَّة. في القرن التاسع تحولت القوط في شبه جزيرة القرم للمسيحيَّة على مذهب كنيسة الأرثوذكسية الشرقية. في عام 988 سيطر الأمير فلاديمير الأول على مدينة خيرسون (والتي تشكل جزءًا من مدينة سيفاستوبول الحاليَّة) حيث اعتنق في وقت لاحق الديانة المسيحيَّة.
أدّى الغزو المغولي لروسيا في عام 1230 إلى تغييرات في المشهد الديني في الجزيرة. وأصبح الإسلام دين القبيلة الذهبية في أوائل القرن الرابع عشر. ومع ضم الإمبراطورية الروسية ستاري قرم عام 1783 إلى نفوذها، وبالتالي عاد المسيحية في شبه الجزيرة وأضحت دين الغالبية من السكان مرة أخرى.
شهدت المنطقة توترات مذهبية وطائفية عقب الثورة الأوكرانية 2014 وأزمة القرم 2014 حيث أيد أتباع الكنيسة الروسية الأرثوذكسية والكنيسة الأوكرانية الأرثوذكسية الأطراف المؤيدة لروسيا، في حين أيّدت الكنيسة الأرثوذكسية الأوكرانية - بطريركية كييف والكنيسة الأوكرانية الكاثوليكية الأطراف المؤيدة لأوكرانيا. تاريخيًا عُرفت الكنيسة الأوكرانية الكاثوليكية بتأييد القومية الأوكرانية والانفصال عن روسيا. كما يذكر أن الكنيسة الأرثوذكسية التابعة لبطريركية كييف تأسست في العام 1992 بعد استقلال أوكرانيا في مواجهة بطريركية موسكو. ولم تعترف بها الكنائس الأرثوذكسية الأخرى في العالم.

## التركيبة الدينية والإثنية
وفقًا للإحصائيات الأوكرانية لعام 2001، بلغ عدد سكان القرم 2,033,700 نسمة. تتكون التركيبة السكانية من عدة مجموعات عرقية. حوالي 58.3% من السكان هم من الروس والذين ينتمون بشكل أساسي إلى الكنيسة الروسية الأرثوذكسية، حوالي 24.3% من السكان هم من الأوكرانيون ويتوزع الأوكرانيين بين الكنيسة الأوكرانية الأرثوذكسية والكنيسة الأرثوذكسية الأوكرانية - بطريركية كييف وهي كنائس أرثوذكسية شرقية وبين الكنيسة الأوكرانية الكاثوليكية وهي كنيسة كاثوليكية شرقية. في حين يشكّل كل من البيلاروس (وينتمون إلى الكنيسة البيلاروسية الأرثوذكسية) 1.4%؛ والأرمن (ينتمون إلى الكنيسة الأرمنية الأرثوذكسية) 0.22% واليونانيون (وينتمون إلى الكنيسة اليونانية الأرثوذكسية) 0.15%. تتواجد أقليات غير مسيحية في شبه جزيرة القرم أكبرها الإسلام والتي تنتشر خصوصًا بين تتار القرم الذين يشكلون حوالي 12.1% من مجمل السكان، فضلًا عن أقلية يهودية من طائفة القرائيين.